# Мілачевек
Мілачевек (пол. Miłaczewek) — село в Польщі, у гміні Малянув Турецького повіту Великопольського воєводства.
Населення — 274 особи (2011).
У 1975—1998 роках село належало до Конінського воєводства.

## Демографія
Демографічна структура станом на 31 березня 2011 року:
|          | Загалом | Допрацездатний вік | Працездатний вік | Постпрацездатний вік |
| -------- | ------- | ------------------ | ---------------- | -------------------- |
| Чоловіки | 130     | 31                 | 86               | 13                   |
| Жінки    | 144     | 30                 | 84               | 30                   |
| Разом    | 274     | 61                 | 170              | 43                   |